# ATC R02 – Gégészeti gyógyszerkészítmények
Az ATC R02 – Gégészeti gyógyszerkészítmények a gyógyszerek anatómiai, gyógyászati és kémiai osztályozási rendszerének (ATC) egyik alcsoportja.
| ATC R   | Légzőrendszer                            |
| ------- | ---------------------------------------- |
| ATC R01 | Nazális gyógyszerkészítmények            |
| ATC R02 | Gégészeti gyógyszerkészítmények          |
| ATC R03 | Obstruktív légúti betegségek gyógyszerei |
| ATC R05 | Köhögés és meghűlés gyógyszerei          |
| ATC R06 | Szisztémás antihisztaminok               |
| ATC R07 | Egyéb légzőrendszerre ható készítmények  |

## R02A Gégészeti gyógyszerkészítmények

### R02AA 	Antiszeptikumok
| ATC     | Magyar                 | INN                    | Gyógyszerkönyv                                                                             |
| ------- | ---------------------- | ---------------------- | ------------------------------------------------------------------------------------------ |
| R02AA01 | Ambazon                | Ambazone               |                                                                                            |
| R02AA02 | Dekvalinium            | Dequalinium            | Dequalinii chloridum                                                                       |
| R02AA03 | Diklór-benzil-alkohol  | Dichlorobenzyl alcohol |                                                                                            |
| R02AA05 | Klórhexidin            | Chlorhexidine          | Chlorhexidini diacetas, Chlorhexidini digluconatis solutio, Chlorhexidini dihydrochloridum |
| R02AA06 | Cetilpiridinium        | Cetylpyridinium        | Cetylpyridinii chloridum                                                                   |
| R02AA09 | Benzetónium            | Benzethonium           | Benzethonii chloridum                                                                      |
| R02AA10 | Mirisztil-benzalkónium | Myristyl-benzalkonium  |                                                                                            |
| R02AA11 | Klórkinaldol           | Chlorquinaldol         |                                                                                            |
| R02AA12 | Hexilrezorcinol        | Hexylresorcinol        | Hexylresorcinolum                                                                          |
| R02AA13 | Akriflavinium-klorid   | Acriflavinium chloride |                                                                                            |
| R02AA14 | Oxikinolin             | Oxyquinoline           |                                                                                            |
| R02AA15 | Povidon-jód            | Povidone-iodine        | Povidonum iodinatum                                                                        |
| R02AA16 | Benzalkonium           | Benzalkonium           | Benzalkonii chloridum                                                                      |
| R02AA17 | Cetrimonium            | Cetrimonium            |                                                                                            |
| R02AA18 | Hexamidin              | Hexamidine             | Hexamidini diisetionas                                                                     |
| R02AA19 | Fenol                  | Phenol                 | Phenolum                                                                                   |
| R02AA20 | Egyéb                  |                        |                                                                                            |

### R02AB Antibiotikumok
| ATC     | Magyar     | INN         | Gyógyszerkönyv   |
| ------- | ---------- | ----------- | ---------------- |
| R02AB01 | Neomicin   | Neomycin    | Neomycini sulfas |
| R02AB02 | Tirotricin | Tyrothricin | Tyrothricinum    |
| R02AB03 | Fuzafungin | Fusafungine |                  |
| R02AB04 | Bacitracin | Bacitracin  | Bacitracinum     |
| R02AB30 | Gramicidin | Gramicidin  | Gramicidinum     |

### R02ADHelyi érzéstelenítők
| ATC     | Magyar    | INN        | Gyógyszerkönyv                      |
| ------- | --------- | ---------- | ----------------------------------- |
| R02AD01 | Benzokain | Benzocaine | Benzocainum                         |
| R02AD02 | Lidokain  | Lidocaine  | Lidocaini hydrochloridum Lidocainum |
| R02AD03 | Kokain    | Cocaine    | Cocaini hydrochloridum              |
| R02AD04 | Diklonin  | Dyclonine  |                                     |

### R02AX Egyéb gégészeti készítmények
| ATC     | Magyar       | INN          | Gyógyszerkönyv |
| ------- | ------------ | ------------ | -------------- |
| R02AX01 | Flurbiprofen | Flurbiprofen | Flurbiprofenum |